# Euconnus estrellanus
Euconnus estrellanus é uma espécie de insetos coleópteros polífagos pertencente à família Scydmaenidae.
A autoridade científica da espécie é Franz, tendo sido descrita no ano de 1962.
Trata-se de uma espécie presente no território português.